# Милисав Павловић
Милисав Павловић (Црљенац, 15. мај 1905 — Пожаревац, 2. октобар 1998) био је српски новинар, песник села и Стишке равнице.

## Биографија
Милисав Павловић се родио 15. маја 1905. године у селу Црљенцу. Његово основношколско образовање је прекинуо Први светски рат, тако да је Милисав остао без елементарног четворогодишњег образовања. Са непуних 20 година, одлази са оцем у Петровац, где заједно раде у његовој књижари. Волео је село, писао о њему, али се ипак 1932. године са породицом преселио у Пожаревац и од тада живи пуних 65 година у овом граду. Радио је у општинској управи града Пожаревца, затим, као дописник разних листова и новина као што су: Задруга, Политика, Реч народа, Грађанин, Браничево, Српско Кососво. Први новинарски чланак је објавио у пожаревачком листу „Грађанин” 1923. године. За рад и активност као новинар постаје члан Удружења новинара Србије 6. марта 1956. године. Умро је 2. октобра 1998. године у Пожаревцу где је и сахрањен.

## Књижевна дела
Прву збирку приповедака са сеоском тематиком „На смртном часу” је објавио 1926. године. Годину дана касније, 1927. године, Библиотека Покрајинског одбора Југословенске матице у Сплиту објавила му је драму у једном чину под називом „Брат-небрат”. Другу збирку песама је обљавио 1968. године. Највећи успон постиже збирком песама „Химна њиви” која је имала три издања, прво 1975. друго 1986. и треће проширено издање 1996.

## Збирка „Химна њиви”
У збирци „Химна њиви” налази се песма „У старом шљивару” коју је компоновао Боривоје Илић, и она се често, као народна песма чује на радио програмима. Међутим, знатно познатија песма јесте песма „Знаш ли драги ону шљиву ранку”. Ову пему компоновао је Миодраг Тодоровић – Крњевац, познати хармоникаш и композитор педесетих и шездесетих година 20. века. Обични људи Милисава Павловића више познају по овој песми него по поезији.

## Признања
Учествовао је више пута у манифестацији „Село у походу”. Добитник је бројних награда и признања као што су „Повеља културе” коју му је доделила Културно-просветна заједница Општине Пожаревац, затим Повеља земљорадничке задруге „Јединство” из Пожаревца 1976. године за књигу „Химна њиви”. Фестивал народне музике „Сватовац” је Милисаву 1996. године доделио признање за животно дело и допринос народној музици. Повељу Општине Мало Црниће је добио 1997. године.